# 里弗賽德 (愛達荷州坎寧縣)
里弗賽德（英語：Riverside）是位於美國愛達荷州坎寧縣的一個非建制地區。該地的面積和人口皆未知。

## 地理
里弗賽德的座標為43°30′07″N 116°46′00″W / 43.50194°N 116.76667°W，而該地的平均海拔高度為690米（即2280英尺）。